# Serbia ai Giochi della XXIX Olimpiade
La Serbia ha partecipato ai Giochi della XXIX Olimpiade di Pechino, svoltisi dall'8 al 24 agosto 2008, con una delegazione di 87 atleti.

## Medaglie
| Medaglia | Atleta        | Sport      | Evento                  |
| -------- | ------------- | ---------- | ----------------------- |
| Argento  | Milorad Čavić | Nuoto      | 100 m farfalla maschili |
| Bronzo   | Novak Đoković | Tennis     | Singolare maschile      |
| Bronzo   | Serbia        | Pallanuoto | Torneo maschile         |

## Atletica leggera
| Gara   | Atleta     | Batterie | Batterie | Semifinali | Semifinali | Finale | Finale |
| Gara   | Atleta     | Tempo    | Pos.     | Tempo      | Pos.       | Tempo  | Pos.   |
| ------ | ---------- | -------- | -------- | ---------- | ---------- | ------ | ------ |
| 1500 m | Goran Nava | 3'42"92  | 6        |            |            |        |        |

| Gara         | Atleta            | Tempo     | Posizione |
| ------------ | ----------------- | --------- | --------- |
| Marcia 20 km | Predrag Filipović | 1h 28'15" | 41        |
| Marcia 50 km | Nenad Filipović   | 4h 02'16" | 30        |

| Gara           | Atleta          | Qualificazioni | Qualificazioni | Finale | Finale |
| Gara           | Atleta          | Misura         | Pos.           | Misura | Pos.   |
| -------------- | --------------- | -------------- | -------------- | ------ | ------ |
| Salto in alto  | Dragutin Topić  | 2,25 m         | 17             |        |        |
| Getto del peso | Asmir Kolašinac | 19,01 m        | 33             |        |        |

| Gara     | Atleta         | Tempo        | Posizione    |
| -------- | -------------- | ------------ | ------------ |
| Maratona | Olivera Jevtić | non concluso | non concluso |

| Gara                   | Atleta            | Qualificazioni | Qualificazioni | Finale | Finale |
| Gara                   | Atleta            | Misura         | Pos.           | Misura | Pos.   |
| ---------------------- | ----------------- | -------------- | -------------- | ------ | ------ |
| Salto in lungo         | Ivana Španović    | 6,30 m         | 31             |        |        |
| Salto triplo           | Biljana Topić     | 14,14 m        | 13             |        |        |
| Lancio del disco       | Dragana Tomašević | 60,19 m        | 13             |        |        |
| Lancio del giavellotto | Tatjana Jelača    | nessuna misura | -              |        |        |

## Calcio

### Torneo maschile

#### Squadra
Allenatore:  Miroslav Đukić
| N. | Pos. | Giocatore           | Data nascita (età)     | Pres. | Reti | Squadra                 |
| -- | ---- | ------------------- | ---------------------- | ----- | ---- | ----------------------- |
| 1  | P    | Vladimir Stojković  | 28 luglio 1983 (25)    |       |      | Sporting Lisbona        |
| 2  | D    | Marko Jovanović     | 26 marzo 1988 (20)     |       |      | Partizan                |
| 3  | D    | Aleksandar Kolarov  | 10 novembre 1985 (23)  |       |      | Lazio                   |
| 4  | D    | Gojko Kačar         | 26 gennaio 1987 (21)   |       |      | Hertha Berlino          |
| 5  | D    | Slobodan Rajković   | 28 novembre 1986 (21)  |       |      | Twente                  |
| 6  | C    | Predrag Pavlović    | 19 giugno 1986 (22)    |       |      | Napredak Kruševac       |
| 7  | C    | Milan Smiljanić     | 19 novembre 1986 (21)  |       |      | Espanyol                |
| 8  | C    | Nikola Gulan        | 23 marzo 1989 (18)     |       |      | Fiorentina              |
| 9  | A    | Đorđe Rakić         | 31 ottobre 1985 (22)   |       |      | Red Bull Salisburgo     |
| 11 | D    | Duško Tošić         | 19 gennaio 1985 (23)   |       |      | Werder Brema            |
| 12 | C    | Dušan Tadić         | 20 novembre 1988 (19)  |       |      | Vojvodina Novi Sad      |
| 13 | C    | Ljubomir Fejsa      | 14 agosto 1988 (19)    |       |      | Partizan                |
| 14 | A    | Filip Đorđević      | 28 settembre 1987 (20) |       |      | Nantes                  |
| 15 | C    | Aleksandar Živković | 28 luglio 1977 (31)    |       |      | Shandong Luneng Taishan |
| 16 | D    | Nenad Tomović       | 30 agosto 1987 (20)    |       |      | Stella Rossa            |
| 17 | A    | Zoran Tošić         | 28 marzo 1987 (21)     |       |      | Partizan                |
| 18 | P    | Saša Stamenković    | 5 gennaio 1985 (23)    |       |      | Stella Rossa            |
| 19 | A    | Andrija Kaluđerović | 5 luglio 1987 (21)     |       |      | OFK Belgrado            |

#### Prima fase
| Arbitro: | Damon |

|               |           |              |
| Zadkovich 69’ | Marcatori | 78’ Rajković |

| Arbitro: | Moreno |

|                         |           |                                                       |
| Mrdaković 16’ Rakić 90’ | Marcatori | 3’ Cissé 24’ (aut.) Rajković 70’ Kalou 90+2’ Gervinho |

| Arbitro: | Al Hilali |

|                                   |           |  |
| Lavezzi 14’ (rig.) Buonanotte 84’ | Marcatori |  |

| Squadra        | P.ti | G | V | N | P | GF | GS | DR |
| -------------- | ---- | - | - | - | - | -- | -- | -- |
| Argentina      | 9    | 3 | 3 | 0 | 0 | 5  | 1  | +4 |
| Costa d'Avorio | 6    | 3 | 2 | 0 | 1 | 6  | 4  | +2 |
| Australia      | 1    | 3 | 0 | 1 | 2 | 1  | 3  | -2 |
| Serbia         | 1    | 3 | 0 | 1 | 2 | 3  | 7  | -4 |

## Canottaggio
| Gara              | Atleta                    | Batterie | Batterie | Quarti/ Ripescaggi | Quarti/ Ripescaggi | Semifinali | Semifinali | Finale  | Finale       |
| Gara              | Atleta                    | Tempo    | Pos.     | Tempo              | Pos.               | Tempo      | Pos.       | Tempo   | Pos.         |
| ----------------- | ------------------------- | -------- | -------- | ------------------ | ------------------ | ---------- | ---------- | ------- | ------------ |
| 2 senza maschile  | Goran Jagar Nikola Stojić | 6'46"71  | 2        | bye                | bye                | 6'38"96    | 4          | 6'49"12 | 1 (finale B) |
| Singolo femminile | Iva Obradović             | 7'49"13  | 2        | 7'39"16            | 3                  | 7'52"39    | 5          | 7'52"83 | 5 (finale B) |

## Ciclismo

### Su strada
| Gara                    | Atleta            | Tempo     | Posizione |
| ----------------------- | ----------------- | --------- | --------- |
| Corsa in linea maschile | Ivan Stević       | 6h 35'44" | 67        |
| Corsa in linea maschile | Nebojša Jovanović | 6h 49'59" | 85        |

## Lotta
| Gara  | Atleta         | Tabellone principale                | Tabellone principale                 | Tabellone principale | Tabellone principale | Tabellone principale | Ripescaggi                          | Ripescaggi                    | Ripescaggi |
| Gara  | Atleta         | Sedicesimi                          | Ottavi                               | Quarti               | Semifinali           | Finale               | Quarti                              | Semifinali                    | Finale     |
| ----- | -------------- | ----------------------------------- | ------------------------------------ | -------------------- | -------------------- | -------------------- | ----------------------------------- | ----------------------------- | ---------- |
| 55 kg | Kristijan Fris | Yuriy Koval (Ucraina) 6-4, 1-2, 3-1 | Nazyr Mankiev (Russia) 0-4, 0-6      |                      |                      |                      | Ildar Hafizov (Uzbekistan) 4-0, 1-0 | Hamid Sourian (Iran) 0-5, 1-1 |            |
| 60 kg | Davor Štefanek | bye                                 | Dilshod Aripov (Uzbekistan) 1-1, 1-3 |                      |                      |                      |                                     |                               |            |

## Nuoto
| Gara               | Atleta            | Batterie | Batterie | Semifinali  | Semifinali  | Finale | Finale  |
| Gara               | Atleta            | Tempo    | Pos.     | Tempo       | Pos.        | Tempo  | Pos.    |
| ------------------ | ----------------- | -------- | -------- | ----------- | ----------- | ------ | ------- |
| 100 m stile libero | Milorad Čavić     | 48"15    | 6        | abbandonato | abbandonato |        |         |
| 200 m stile libero | Radovan Siljevski | 1'50"25  | 40       |             |             |        |         |
| 100 m rana         | Čaba Silađi       | 1'02"31  | 40       |             |             |        |         |
| 100 m farfalla     | Milorad Čavić     | 50"76    | 1        | 50"92       | 1           | 50"59  | Argento |
| 100 m farfalla     | Ivan Lenđer       | 53"41    | 40       |             |             |        |         |
| 200 m farfalla     | Vladan Marković   | 2'03"12  | 43       |             |             |        |         |

| Gara               | Atleta                | Batterie | Batterie | Semifinali | Semifinali | Finale | Finale |
| Gara               | Atleta                | Tempo    | Pos.     | Tempo      | Pos.       | Tempo  | Pos.   |
| ------------------ | --------------------- | -------- | -------- | ---------- | ---------- | ------ | ------ |
| 100 m stile libero | Miroslava Najdanovski | 56"50    | 38       |            |            |        |        |
| 200 m stile libero | Milica Ostojić        | 2'03"19  | 40       |            |            |        |        |
| 100 m dorso        | Marica Stražmešter    | 1'03"56  | 40       |            |            |        |        |
| 100 m rana         | Nađa Higl             | 1'13"19  | 43       |            |            |        |        |
| 200 m rana         | Nađa Higl             | 2'32"78  | 33       |            |            |        |        |

## Pallanuoto

### Torneo maschile
La nazionale serba si è qualificata per i Giochi vincendo la World League 2007.

#### Squadra
La squadra era formata da:
- Denis Šefik
- Živko Gocić
- Andrija Prlainović
- Vanja Udovičić
- Dejan Savić
- Duško Pijetlović
- Nikola Rađen
- Filip Filipović
- Aleksandar Ćirić
- Aleksandar Šapic
- Vladimir Vujasinović
- Branko Peković
- Slobodan Soro

L'allenatore era Dejan Udovičić.

#### Prima fase
| n° gara | Data      | Ora   | Partita | Partita | Partita     |
| ------- | --------- | ----- | ------- | ------- | ----------- |
| 3       | 10 agosto | 12:10 | Serbia  | 11 - 7  | Germania    |
| 11      | 12 agosto | 15:20 | Croazia | 11 - 8  | Serbia      |
| 14      | 14 agosto | 10:50 | Serbia  | 4 - 2   | Stati Uniti |
| 24      | 16 agosto | 16:40 | Serbia  | 15 - 5  | Cina        |
| 25      | 18 agosto | 09:30 | Italia  | 13 - 12 | Serbia      |

|    | Squadra     | Pti | G | V | P | S | GF | GS | Diff |
| -- | ----------- | --- | - | - | - | - | -- | -- | ---- |
| 1. | Stati Uniti | 8   | 5 | 4 | 0 | 1 | 37 | 31 | +6   |
| 2. | Croazia     | 8   | 5 | 4 | 0 | 1 | 56 | 31 | +25  |
| 3. | Serbia      | 6   | 5 | 3 | 0 | 2 | 50 | 38 | +12  |
| 4. | Germania    | 4   | 5 | 2 | 0 | 3 | 33 | 44 | -11  |
| 5. | Italia      | 4   | 5 | 2 | 0 | 3 | 57 | 50 | +7   |
| 6. | Cina        | 0   | 5 | 0 | 0 | 5 | 25 | 64 | -39  |

#### Seconda fase
Quarti di finale
| Arbitri: | Turcotte (CAN) Klopper (NED) |

|           |           |               |
| 2: Molina | Marcatori | 4: Pijetlovic |

Semifinale
| Arbitri: | Turcotte (CAN) Margeta (SLO) |

|            |           |                |
| 3: Azevedo | Marcatori | 2: Vujasinovic |

Finale per il bronzo
| Arbitri: | Tulga (TUR) Margeta (SLO) |

|            |           |          |
| 2: Janovic | Marcatori | 2: Savic |

## Pallavolo

### Torneo maschile
La nazionale serba si è qualificata per i Giochi vincendo il torneo preolimpico europeo.

#### Squadra
La squadra era formata da:
- Nikola Kovačević
- Dejan Bojović
- Novica Bjelica
- Bojan Janić
- Vlado Petković
- Marko Samardžić
- Nikola Grbić
- Miloš Nikić
- Andrija Gerić
- Ivan Miljković
- Saša Starović
- Marko Podraščanin

#### Prima fase
| 10 agosto | 10.00 | Serbia  | 1-3 (25-20, 21-25, 22-25, 14-25) | Russia   | Beijing Institute of Technology Gymnasium |
| 12 agosto | 14.30 | Serbia  | 1-3 (27-25, 20-25, 17-25, 21-25) | Brasile  | Capital Indoor Stadium                    |
| 14 agosto | 14.30 | Polonia | 3-1 (31-29, 22-25, 25-22, 25-21) | Serbia   | Capital Indoor Stadium                    |
| 16 agosto | 12.30 | Serbia  | 3-1 (25-21, 27-25, 24-26, 25-23) | Germania | Capital Indoor Stadium                    |
| 18 agosto | 14.30 | Egitto  | 0-3 (16-25, 13-25, 17-25)        | Serbia   | Capital Indoor Stadium                    |

| posiz | squadra  | G | W | P | Sv | Sp | Quoz  | Pf  | Ps  | Quoz  | Pts |
| ----- | -------- | - | - | - | -- | -- | ----- | --- | --- | ----- | --- |
| 1     | Brasile  | 5 | 4 | 1 | 13 | 4  | 3,250 | 427 | 373 | 1,145 | 9   |
| 2     | Russia   | 5 | 4 | 1 | 14 | 7  | 2,000 | 496 | 447 | 1,110 | 9   |
| 3     | Polonia  | 5 | 4 | 1 | 12 | 6  | 2,000 | 434 | 404 | 1,074 | 9   |
| 4     | Serbia   | 5 | 2 | 3 | 9  | 10 | 0,900 | 440 | 439 | 1,002 | 7   |
| 5     | Germania | 5 | 1 | 4 | 6  | 12 | 0,500 | 418 | 440 | 0,950 | 6   |
| 6     | Egitto   | 5 | 0 | 5 | 0  | 15 | 0,000 | 277 | 379 | 0,731 | 5   |

#### Seconda fase
| Quarti di finale | Quarti di finale | Quarti di finale | Quarti di finale                         | Quarti di finale | Quarti di finale       |
| ---------------- | ---------------- | ---------------- | ---------------------------------------- | ---------------- | ---------------------- |
| 20 agosto        | 22.00            | Serbia           | 2-3 (25-20, 23-25, 25-21, 18-25, 12-15 ) | Stati Uniti      | Capital Indoor Stadium |

### Torneo femminile
La nazionale serba si è qualificata per i Giochi nel torneo preolimpico mondiale.

## Tennis
| Gara                | Atleta                       | Trentaduesimi                       | Sedicesimi                                       | Ottavi                                  | Quarti                             | Semifinali                        | Finale                             |
| ------------------- | ---------------------------- | ----------------------------------- | ------------------------------------------------ | --------------------------------------- | ---------------------------------- | --------------------------------- | ---------------------------------- |
| Singolare maschile  | Novak Đoković                | Robby Ginepri (Stati Uniti) 6-4 6-4 | Rainer Schüttler (Germania) 6-4 6-2              | Michail Južnyj (Russia) 7-63 6-3        | Gaël Monfils (Francia) 4-6 6-1 6-4 | Rafael Nadal (Spagna) 4-6 6-1 4-6 | James Blake (Stati Uniti) 6-3 7-64 |
| Singolare maschile  | Janko Tipsarević             | David Ferrer (Spagna) 7-68 6-2      | Olivier Rochus (Belgio) 65-7 3-2 ritirato        |                                         |                                    |                                   |                                    |
| Doppio maschile     | Novak Đoković Nenad Zimonjić |                                     | Martin Damm Pavel Vízner (Rep. Ceca) 6-3 0-6 2-6 |                                         |                                    |                                   |                                    |
| Singolare femminile | Jelena Janković              | Cara Black (Zimbabwe) 6-3 6-3       | Al'ona Bondarenko (Ucraina) 7-5 6-1              | Dominika Cibulková (Slovacchia) 7-5 6-1 | Dinara Safina (Russia) 2-6 7-5 3-6 |                                   |                                    |

## Tennis tavolo
| Gara             | Atleta                 | Preliminari | Turno 1                                                | Turno 2                                                           | Turno 3 | Turno 4 | Quarti | Semifinali | Finale |
| ---------------- | ---------------------- | ----------- | ------------------------------------------------------ | ----------------------------------------------------------------- | ------- | ------- | ------ | ---------- | ------ |
| Singolo maschile | Aleksandar Karakašević | bye         | Cem Zeng (Turchia) 4-1 (11-8, 13-11, 11-7, 9-11, 11-1) | Jörgen Persson (Svezia) 2-4 (8-11, 11-8, 10-12, 11-8, 8-11, 7-11) |         |         |        |            |        |

## Tiro
| Gara                         | Atleta              | Qualificazioni | Qualificazioni | Finale    | Finale       | Finale |
| Gara                         | Atleta              | Punteggio      | Pos.           | Punteggio | Punt. totale | Pos.   |
| ---------------------------- | ------------------- | -------------- | -------------- | --------- | ------------ | ------ |
| Carabina 10 m aria compressa | Nemanja Mirosavljev | 593            | 17             |           |              |        |
| Carabina 10 m aria compressa | Stevan Pletikosić   | 595            | 8              | 102,7     | 697,7        | 7      |
| Carabina 50 m a terra        | Nemanja Mirosavljev | 590            | 33             |           |              |        |
| Carabina 50 m a terra        | Stevan Pletikosić   | 594            | 10             |           |              |        |
| Carabina 50 m tre posizioni  | Nemanja Mirosavljev | 1165           | 20             |           |              |        |
| Carabina 50 m tre posizioni  | Stevan Pletikosić   | 1168           | 11             |           |              |        |
| Pistola 10 m aria compressa  | Damir Mikec         | 580            | 13             |           |              |        |
| Pistola 50 m                 | Damir Mikec         | 559            | 7              | 96,8      | 655,8        | 7      |

| Gara                            | Atleta            | Qualificazioni | Qualificazioni | Finale    | Finale       | Finale |
| Gara                            | Atleta            | Punteggio      | Pos.           | Punteggio | Punt. totale | Pos.   |
| ------------------------------- | ----------------- | -------------- | -------------- | --------- | ------------ | ------ |
| Carabina 10 m aria compressa    | Lidija Mihajlović | 394            | 20             |           |              |        |
| Carabina 50 m tre posizioni     | Lidija Mihajlović | 586            | 4              | 100,0     | 686,0        | 7      |
| Pistola 10 metri aria compressa | Jasna Šekarić     | 384            | 6              | 96,9      | 480,9        | 6      |
| Pistola 25 m                    | Jasna Šekarić     | 285            | 21             |           |              |        |